# Python Software Foundation
La Python Software Foundation (PSF), est une association à but non lucratif fondée le 6 mars 2001 et dédiée au langage de programmation Python. Sa mission est de promouvoir et de protéger le langage afin d'étendre la communauté d'utilisateurs. Elle s'occupe notamment du développement du langage, de la gestion des droits des marques liées à Python et de la réunion de fonds pour le financement du projet.